# Eix hipotalàmic-hipofisiari-suprarenal

Funcionament de l'eix hipotalàmic-hipofisiari-suprarenal

L'eix hipotalàmic-hipofisiari-suprarenal (HHSR) o eix hipotalàmic-hipofític-suprarenal o eix hipotalàmic-hipofisiari-adrenal (HHA) o eix hipotalàmic-hipofític-adrenal o eix hipotalàmic-pituïtari-suprarenal o eix hipotalàmic-pituïtari-adrenal és un conjunt complex d'influències directes i interaccions retroalimentades entre l'hipotàlem, una part del cervell buida amb forma de manxa, la hipòfisi, una estructura en forma de fava localitzada sota l'hipotàlem i la suprarenal, una glàndula petita, apariada i de forma piramidal, localitzat en la part superior dels ronyons. Les interaccions homeostàtiques fines (homeòstasis) entre aquests tres òrgans constitueixen l'eix HHSR, una part essencial del sistema neuroendocrí que controla les reaccions a l'estrès i regula diversos processos de l'organisme com la digestió, el sistema immunitari, les emocions, la conducta sexual i el metabolisme energètic. Molts organismes, des dels éssers humans fins als més primitius, comparteixen components de l'eix HHSR. Aquest mecanisme i el seu conjunt d'interaccions entre glàndules, hormones i elements del cervell mitjà són responsables de la síndrome general d'adaptació.
Els eixos HHSR, HHG i HHT són tres vies en què l'hipotàlem i la hipòfisi dirigeixen la funció neuroendocrina.

## Anatomia
Els elements clau de l'eix HHSR són:
- El nucli periventricular de l'hipotàlem, que conté neurones neuroendocrines que sintetitzen i secreten vasopressina i l'hormona alliberadora de corticotropina (CRH) o corticoliberina. Aquests dos pèptids regulen:
  - El lòbul anterior de la hipòfisi. En particular, el CRH i la vasopressina estimulen la secreció de l'hormona adrenocorticòtropa (ACTH), també coneguda com a corticotropina. Al seu torn, l'ACTH actua sobre:
  - El còrtex adrenal, que produeix hormones glucocorticoides, principalment cortisol en humans, en resposta a l'estimulació per ACTH. Els glucocorticoides al seu torn actuen de forma retroactiva sobre l'hipotàlem i la hipòfisi (per inhibir la producció de CRH i ACTH) en un cicle de realimentació negatiu.

El CRH i la vasopressina s'alliberen des de les terminacions nervioses neurosecretores de l'eminència mitjana. Són transportades a la pituïtària anterior a través del sistema portal de la branca hipofisiària. Un cop allà, la CRH i la vasopressina pot actuar enèrgicament per estimular la secreció de l'ACTH emmagatzemada en les cèl·lules corticòtropes. L'ACTH es transporta per la sang al còrtex adrenal de la glàndula suprarenal, on estimula ràpidament la biosíntesi de corticoesteroides com el cortisol a partir de colesterol. El cortisol és la principal hormona de l'estrès i té efectes en molts teixits de l'organisme, inclòs l'encèfal, on actua en dos tipus de receptors: els receptors de mineralocorticoides i els receptors de glucocorticoides, que s'expressen en la superfície de molts tipus de neurones. Una destinació important dels glucocorticoides és l'hipocamp, que és el principal centre de control de l'eix HHSR.
La vasopressina es pot concebre com una "hormona conservadora de l'aigua" i per això també se la coneix com a l'hormona antidiürètica. S'allibera quan l'organisme es deshidrata i té poderosos efectes sobre el ronyó perquè conservi l'aigua. També és un poderós vasoconstrictor. En la funció de l'eix HHSR són importants alguns bucles de retroalimentació. El cortisol produït en el còrtex adrenal retroalimenta negativament el sistema inhibint l'hipotàlem i la hipòfisi. Això redueix la secreció de CRH i la vasopressina, i també redueix directament l'escissió de proopiomelanocortina (POMC) en ACTH i β-endorfina. L'adrenalina i noradrenalina es produeixen en la medul·la adrenal a través de l'estimulació simpàtica i els efectes locals del cortisol (sobreregulació d'enzims per fabricar E/NE). Posteriorment la E/NE retroalimenten positivament a la hipòfisi i incrementen d'aquesta manera la transformació de la POMC a ACTH i β-endorfines.

## Funció
L'alliberament de CRH a partir de l'hipotàlem està sota la influència de l'estrès per mitjà dels nivells de cortisol sanguini i pel cicle son-vigília. En els individus sans, el cortisol augmenta ràpidament després del despertar, aconseguint un pic en 30-40 minuts. Posteriorment decreix de forma gradual al llarg del dia, i augmenta novament al capvespre. Els nivells de cortisol cauen llavors de matinada, arribant al mínim a mitjanit. S'ha relacionat la síndrome de fatiga crònica amb un cicle circadiari del cortisol anormalment pla (MacHale, 1998), amb l'insomni (Backhaus, 2004) i amb el burn-out (Pruessner, 1999).
Les connexions anatòmiques entre les àrees cerebrals com l'amígdala cerebral, l'hipocamp i l'hipotàlem faciliten l'activació de l'eix HHSR. La informació sensorial que arriba a l'aspecte lateral de les amígdales es processa i transmet al nucli central, que la projecta posteriorment a diversos llocs del cervell implicats en la resposta cap a la por. En l'hipotàlem, els impulsos senyalitzadors de pànic activen tant el sistema nerviós simpàtic com els sistemes moduladors de l'eix HHSR.
L'increment de la producció de cortisol intervé les relacions d'alarma a l'estrès, facilitant una fase adaptativa de la síndrome general d'adaptació en la qual les reaccions d'alarma, com la resposta immunitària, són suprimides i permeten que l'organisme generi contramesures.
Els glucocorticoides tenen moltes funcions importants, que inclouen la modulació de les reaccions d'estrès, però en l'excés poden ser nocives. Es creu que l'atròfia de l'hipocamp en humans i animals exposats a estrès greu és provocada per l'exposició perllongada a elevades concentracions de glucocorticoides. Les deficiències en l'hipocamp poden reduir els recursos disponibles de memòria per ajudar l'organisme a formular reaccions apropiades a l'estrès. L'eix HHSR participa en la neurobiologia dels trastorns emocionals i en malalties funcionals, com el trastorn d'ansietat, el trastorn bipolar, la síndrome per estrès postraumátic, la depressió clínica, la síndrome d'esgotament professional, eltrastorn límit de la personalitat, la síndrome de fatiga crònica i la síndrome de l'intestí irritable.

## Recerques científiques
Estudis experimentals han demostrat en molts tipus diferents d'estrès els efectes sobre l'eix HHSR en diferents circumstàncies. Els estressants poden ser de molts tipus. En estudis experimentals en rates, es fa sovint una distinció entre «estrès social» i "«estrès físic», però tots dos tipus activen l'eix HPA, encara que per diferents rutes. Alguns neurotransmissors del tipus monoamina són importants en la regulació de l'eix HHSR, especialment la dopamina, la serotonina i la norepinefrina (noradrenalina). En l'anomenada «medicina natural», s'utilitzen algunes plantes que contenen adaptògens que funcionen regulant l'eix HHSR.
S'ha trobat que l'eix HHSR mostra un ritme circadiari amb major alliberament de glucocorticoides en el dia en animals diürns i major alliberament durant la nit en animals nocturns. L'eix HHSR de rates mostra pics d'alliberament màxim en rates a les 17.00 (Paredes, Sánchez, Rial, Rodriguez & Parriga, 2005). S'ha reportat dimorfisme sexual en l'eix HHSR; per exemple, en rates femelles s'ha registrat major alliberament de glucocorticoides comparats amb mascles. Les diferències són més pronunciades en els pics del ritme circadiari (17.00 hores). Aquestes diferències s'han relacionat amb els dies del cicle estral i en l'etapa del proestre és quan s'ha registrat la concentració més alta de corticosterona (Atkinson & Waddell, 1997).
L'eix HHSR és una característica d'altres vertebrats, a més dels mamífers. Per exemple, els biòlegs que estudien l'estrès en peixos van mostrar que la subordinació social condueix a un estrès crònic, relacionat amb la reducció d'interaccions agressives, amb la submissió i amb la constant amenaça imposada pel peix dominant. La serotonina (5HT) sembla el neurotransmissor actiu implicat en la mediació de la resposta d'estrès, i els increments de serotonina estan relacionats amb l'augment en el nivell plasmàtic de l'MSH, que provoquen enfosquiment de la pell (un senyal social en els salmònids), l'activació de l'eix HHSR i la inhibició de l'agressió. La inclusió de l'aminoàcid l-triptòfan, un precursor de la 5HT, en l'alimentació de la truita irisada redueix l'agressivitat de la truita i la seva resposta a l'estrès. No obstant això, l'estudi esmenta que el cortisol plasmàtic no es veu afectat pel l-triptòfan de la dieta.

### Generals
- Merali Z. i uns altres. (1998) Aversive and appetitive events evoke the release of corticotropin-releasing hormone and bombesin-like peptides at the central nucleus of the amygdala J Neurosci 18.4758-99

### En relació amb malalties
- Backhaus J i uns altres (2004) Sleep disturbances are correlated with decreased morning awakening salivary cortisol Psychoneuroendocrinology 29:1184-91
- Pruessner JC i uns altres. (1999) Burnout, perceived stress, and cortisol responses to awakening Psychosom Med 61:197-204
- MacHale SM i uns altres.(1998) Diurnal variation of adrenocortical activity in chronic fatigui syndrome Neuropsychobiology 38:213-7
- Patacchioli FR i uns altres. (2001) Actual stress, psychopathology and salivary cortisol levels in the irritable bowel syndrome (IBS) J Endocrinol Invest 24:173-7
- Winston, David & Maimes, Steven. “Adaptogens: Herbs for Strength, Stamina, and Stress Relief,” Healing Arts Press, (2007)